# Megachile agilis
Megachile agilis är en biart som beskrevs av Smith 1879. Megachile agilis ingår i släktet tapetserarbin, och familjen buksamlarbin. Inga underarter finns listade i Catalogue of Life.